# Еловская культура
Ело́вская культура — первобытная археологическая культура бронзового века в Томско-Нарымском и Верхнем Приобье. Входит в состав культурно-исторической общности андроноидных культур, сложившихся на юге Западной Сибири путём смешения местного населения с пришлым андроновским.

## Описание
Источники: 
Название получено по селению Еловка в Кожевниковском районе Томской области. Выделена в отдельную культуру в 1964 году М. Ф. Косаревым по материалам раскопок Десятовского и Еловского поселений. Известно свыше 30 памятников (поселений и могильников) еловской культуры. Для еловской керамики характерна баночная и горшковидная форма сосудов с орнаментацией гребенчатым или гладким штампом. Орнамент, как правило, заполнял всю боковую поверхность сосуда. Отличия между группами керамики могли носить хронологический или локальный характер. Выделяется пять групп посуды: три группы характерны в основном для поселений, две — более типичны для погребальных комплексов.
Еловское население в южной части занималось скотоводством и земледелием. Остеологические исследования показали, что в состав стада входил крупный и мелкий рогатый скот. Костяные псалии свидетельствуют об использовании лошади в хозяйстве в качестве тягловой силы. Найденные обломки зернотёрок, фрагменты литейной формы серпа или секача, формы для отливки лопаты свидетельствуют о занятии земледелием. В северных районах основу хозяйства составляли охота и рыболовство.
Большинство еловских могил представляют неглубокие ямы в верхнем горизонте почвы. В некоторых могилах прослеживаются следы деревянной обкладки и перекрытия из брёвен. Ориентировка погребённых в основном юго-западная.
В начале X века до н. э. местное население было ассимилировано под давлением инокультурных и, вероятно, иноэтничных групп. В результате сложилась новая культура — молчановская.